# Mesochorus rupesus
Mesochorus rupesus är en stekelart som beskrevs av Schwenke 1999. Mesochorus rupesus ingår i släktet Mesochorus och familjen brokparasitsteklar. Inga underarter finns listade i Catalogue of Life.